# Spleen United
Spleen United est un groupe de rock électronique danois, originaire de Aarhus. Apparu sur la scène musicale en 2005, il est composé des frères Bjarke (chant, guitare), de Gaute Niemann (basse, synthétiseur), Kasper Nørlund (chant, synthétiseur), Rune Wehner et Janus Nevel Ringsted

## Biographie
Le groupe sort son premier single en 2005, intitulé Heroin Unlimited. Leur premier album, Godspeed into the Mainstream est sorti en 2006 ; il est certifié disque d'or dans le pays. L'album Neanderthal sort en 2008 ; lui aussi est certifié disque d'or.
Leur troisième album, School of Euphoria, sorti le 30 janvier 2012, reçoit un très bon accueil public et de bonnes critiques dans la presse spécialisée. Il comprend la chanson, Misery, interprétée par l'actrice et chanteuse Brigitte Nielsen (sous le nom de Gitte Nielsen). En 2012, sort également en single une version de la chanson Euphoria, interprétée par la chanteuse Sharin Foo, du groupe The Raveonettes.
Après une performance tumultueuse au NorthSide Festival en juin 2013, le groupe annonce qu'il ne jouera plus ensemble à l'avenir, mais exclut une séparation officielle.

## Discographie

### Albums studio
- 2006 : Godspeed into the Mainstream
- 2008 : Neanderthal
- 2012 : School of Euphoria

### Singles
- 2005 : Heroin Unlimited
- 2005 : In Peak Fitness Condition
- 2006 : Spleen United
- 2006 : She Falls in Love with Machines
- 2007 : My Tribe
- 2008 : Suburbia
- 2008 : 66
- 2008 : Failure 1977
- 2010 : Sunset to Sunset
- 2011 : Days of Thunder
- 2012 : Misery (feat Gitte Nielsen)
- 2012 : Euphoria (feat Sharin Foo)